# Der andere Liebhaber
Der andere Liebhaber (französischsprachiger Festivaltitel: L’amant double, englisch Amant Double) ist ein französischer Spielfilm von François Ozon aus dem Jahr 2017.

## Handlung
Chloé, ein ehemaliges Model, leidet unter Leibschmerzen und Depressionen. Sie konsultiert daraufhin den Psychotherapeuten Paul, in den sie sich verliebt. Monate später zieht das Paar zusammen.
Chloé muss bald darauf erkennen, dass Paul einen Teil seiner Identität vor ihr geheim gehalten hat. Er hat einen eineiigen Zwillingsbruder namens Louis, der ebenfalls als Psychologe tätig ist.
Chloé wird daraufhin bei Louis anonym als Patientin vorstellig und beginnt mit ihm eine leidenschaftliche Affäre. Anders als der sanfte Paul ist Louis aggressiv und zynisch.

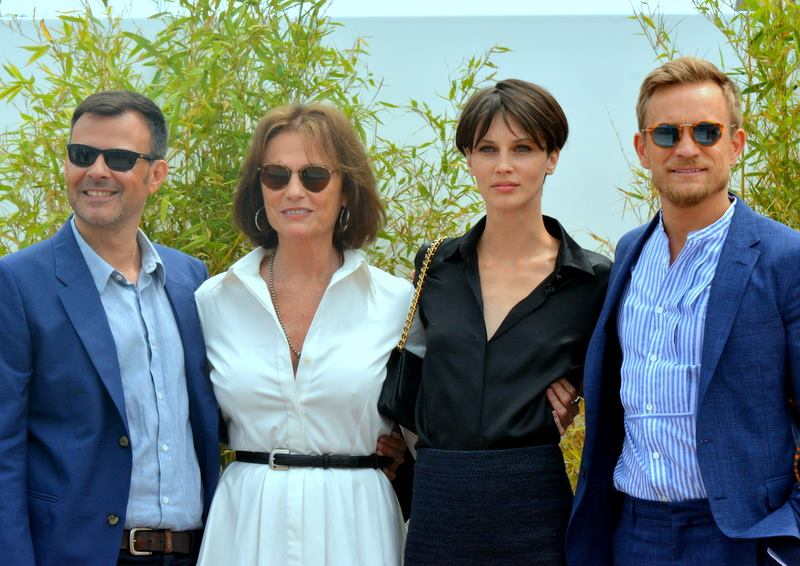
François Ozon, Jacqueline Bisset, Marine Vacth und Jérémie Renier bei den Filmfestspielen von Cannes, 2017

Als Chloés Schmerzen dramatisch zunehmen, wird sie ins Krankenhaus gebracht, wo sie operiert wird. Die Ärzte hatten festgestellt, dass Chloé ihre eigene Zwillingsschwester, einen parasitären Zwilling, im Leib trug.

## Hintergrund
Der Erotikthriller basiert lose auf dem Roman Der Andere von Joyce Carol Oates. Dieser war bereits die Vorlage für Tim Hunters Film Man liebt nur zweimal (1991). Francois Ozon adaptiert den Roman als eine Art Amour fou-Geschichte, die er als düstere Doppelgänger-Geschichte im Stil der 1980er umsetzt. Neben der Romanvorlage diente auch David Cronenbergs Film Die Unzertrennlichen (1988) als Inspiration. Weitere Anspielungen gibt es auf Werke von Brian De Palma und Luis Buñuel.
Im Gegensatz zu Ozons übrigem Schaffen, das auf 35-mm-Film gedreht wurde, griff er bei dem Film auf Digitalfilm zurück, da dieser leicht manipulierbar ist und dadurch das Wechselspiel zwischen Realität, Traum und Fantasie leichter umzusetzen war.

## Veröffentlichung
Der Film wurde am 26. Mai 2017 im Wettbewerb der 70. Internationalen Filmfestspiele von Cannes uraufgeführt und startete am selben Tag in den französischen Kinos. In Deutschland startete der Film am 18. Januar 2018 in den Kinos. Den verleih übernahm der Weltkino Filmverleih. Der Film erschien später über Weltkino auch auf Blu-Ray sowie in einer speziellen Edition auf Zweitausendeins.

## Rezeption

### Kritiken
Der Film wurde unterschiedlich besprochen, wobei zwischen Lob und Verriss alles zur Sprache kam. Insbesondere die erste Einstellung, als Chloé auf einem Gynäkologischen Stuhl sitzt und die Kamera in ihre Vulva eindringt wurde unterschiedlich bewertet. Der Film schneide viele Motive wie Psychodrama und Gaslighting an, wäre jedoch wenig stringent in seiner Erzählung. zudem könne sich der Film nicht zwischen Horrorfilm und Erotikthriller entscheiden. Insbesondere das Drehbuch wurde vielfach kritisiert. Zudem sei der Film aus dem Male gaze des Regisseurs gedreht worden, womit Chloé nicht gut im Film wegkomme.
Anke Westphal urteilte auf der Website von Epd Film im Vergleich zum Film Man liebt nur zweimal von Tim Hunter (1991), der ebenfalls auf der Literaturvorlage von Oates basiert: „Wenn es nun Argumente braucht, sich für Ozons verzwickten Film zu entscheiden, so wären zwei anzuführen: Zum einen ist da die großartige Schauspielerleistung von Jérémie Renier in der Doppelrolle als Paul/Louis. Zum anderen ist endlich wieder einmal Jacqueline Bisset zu erleben – auch in einer Doppelrolle“. Ebenfalls lobende Worte hatte Barbara Schweizerhof in der Berliner Morgenpost. Sie bezeichnete den Film als „Eskapismus vom Feinsten“ und lobte Jaqueline Bisset. Das Lexikon des internationalen Films urteilte ebenfalls positiv und vergab 4 von 5 Sternen: „Der doppelbödige Film besticht weniger durch Subtilität als durch den geschickt forcierten Strudel eines mentalen Abstiegs, der auch den historischen Diskurs zwischen Hysterie und Geschlecht in Erinnerung ruft.“
In der Süddeutschen Zeitung schrieb David Steinitz, die Geschichte würde sich erst einmal nach „absoluter Drehbuch-Kreisliga“ anhören. er kommt jedoch zu einem positiven Schluss: „Dass diese Doppelaffäre nicht zur Groschenroman-Fantasie verkommt, liegt vor allem daran, dass Ozon sie zwar ernst nimmt, ihren Wahrheitsgehalt aber doch gleichzeitig infrage stellt. Zu Beginn wirkt der Film fest in einer grauen Großstadtrealität verankert, bald aber fragt man sich, ob man diesen Bildern noch trauen kann. (…) Eine Geschichte, die fest an die alte Lehre des Kinos und der Psychoanalyse glaubt, dass wir das Imaginäre brauchen, um die Realität zu bewältigen.“
Im Spiegel verriss Christian Buss den Film als „fragwürdige Filmerotik“ und führte aus: „In diesem Film gibt es keine erotischen Doppeldeutigkeiten, die Handlung wird komplett auf eindeutige medizinische Indikationen runtergebrochen. Zumindest versuchsweise, denn das Drehbuch ist zuweilen so erratisch, dass Ozons Objektivierungsversuche auf der Strecke bleiben.“
Noch deutlicher wurde Sophie Charlotte Rieger in ihrer Kritik für das feministische Filmmagazin Die Filmlöwin: „Beide Filme (Anmerkung: gemeint ist der 2013 Film Jung & Schön) bergen ein so großes Potential, weibliche* Stärke zu inszenieren, eine Geschichte von Empowerment und Emanzipation zu erzählen. Doch es verhält sich mit Ozons Frauen*figuren scheinbar wie mit Chloé und ihrem Therapeuten: Sie müssen krank und schwach sein, damit er sich groß und stark fühlen kann. Nur in der Zurschaustellung der weiblichen Fragilität kann sich filmkünstlerisches Genie ausdrücken. Setzen: Sechs.“

### Auszeichnungen
Der andere Liebhaber konkurrierte im Wettbewerb der Filmfestspiele von Cannes 2017 um die Goldene Palme, den Hauptpreis des Festivals, blieb aber unprämiert.